# Facultad de Farmacia (Universidad del País Vasco)
La Facultad de Farmacia de la Universidad del País Vasco (España) prepara y expide las titulaciones de Grado en Farmacia, Grado en Ciencia y Tecnología de los Alimentos , Grado en Ciencias Ambientales, Grado en Nutrición Humana y Dietética y el Doble Grado en Farmacia y en Nutrición Humana y Dietética . El centro está situado en el Paseo de la Universidad, 7, en Vitoria.

## Instalaciones
La Facultad de Farmacia de Vitoria se ubica en el Campus de Álava de la Universidad del País Vasco en la zona sur de la ciudad de Vitoria. El recinto está compuesto por un edificio dividido en dos partes unidas por la planta baja. Una parte está destinada a albergar las aulas mientras que la otra parte acoge los departamentos y laboratorios.
Algunas de las instalaciones más importantes que posee la facultad son: laboratorios químicos, laboratorios físicos, laboratorios anatómicos, laboratorios botánicos, laboratorios fisiológicos, aulas de ordenadores, reprografía, cafetería, etc.